# Tođevac
Tjentište je naseljeno mjesto u općini Foči, Republika Srpska, BiH. Nalaze se na zapadnoj obali rijeke Sutjeske, uz cestu M-20, između rječica Hrčavke, Moštanice i Dubokog potoka, kod ušća Hrčavke u Sutjesku. Južno je Nacionalni park Sutjeska.
Godine 1962. pripojeno mu je naselje Zamršten (Sl.list SRBiH 47/62).

## Stanovništvo
| Narod     | Popis 1961. | Popis 1971. | Popis 1981. | Popis 1991. |
| --------- | ----------- | ----------- | ----------- | ----------- |
| Hrvati    |             |             |             |             |
| Muslimani | 172         | 356         | 255         | 178         |
| Srbi      | 7           | 21          |             |             |
| ostali    | 13          | 7           | 4           |             |
| Ukupno    | 192         | 384         | 259         | 178         |